# Ануров Олександр Герасимович
Олекса́ндр Гера́симович Ану́ров (Онуров; 21 квітня 1914, Костянтинівка, Сантуринівська волость, Бахмутський повіт, Катеринославська губернія, Російська імперія — 3 жовтня 1995, Київ, Україна) — український актор, Народний артист Української РСР (1976).

## З життєпису
1932 року закінчив Київський художній інститут, у 1936—1939 роках служив в армії.
Працював у театрах:
- 1933—1936 — Вседонецький музично-драматичний театр (Маріуполь),
- 1939—1942 — Центральний театр Радянської армії, Москва,
- 1942—1944 — Театр Червоної армії Південно-Західного фронту,
- 1944—1953 — Одеський театр Червоної армії,
- 1953—1995 — актор Київського російського драматичного театру ім. Лесі Українки.

## Фільмографія
1. 1956: «Полечко-поле» (Олександр Григорович Савицький, головний агроном)
2. 1957: «Правда» (Дзержинський)
3. 1958: «НП. Надзвичайна подія» (Леонід Петрович Калугін)
4. 1958: «Прапори на баштах» (Петро Петрович Воргунов, інжене)
5. 1958: «Проста річ» (Соболевський)
6. 1959: «Це було весною»
7. 1960: «Врятуйте наші душі» (Білл, водій)
8. 1960: «Кров людська — не водиця» (Симон Петлюра)
9. 1960: «Фортеця на колесах» (апітан Бондаренко)
10. 1961: «З днем народження» (головний інженер)
11. 1962: «Останні»
12. 1964: «Зірка балету» (Григорій Макарович)
13. 1968: «Гольфстрім» (епізод)
14. 1968: «Розвідники» (Клим Петрович)
15. 1970: «Шлях до серця» (Федір Федорович, член вченої ради)
16. 1971: «Де ви, лицарі?» (професор)
17. 1972: «Сімнадцятий трансатлантичний» (британський капітан)
18. 1972: «Пізнай себе» (професор)
19. 1972: «Не пройде і року…» (інженер)
20. 1974: «Важкі поверхи»
21. 1974: «Народжена революцією» (головний бугалтер заводу Андрій Андрійович Єгоров)
22. 1975: «Шість днів…»
23. 1976: «Дума про Ковпака» (1973, 1975, 1976)
24. 1977: «Талант»
25. 1978: «Господиня» (фільм-спектакль)
26. 1979: «Прихована робота» (Травушкін)
27. 1981: «Жінки жартують серйозно» (Іван Платонович, вчитель історії)
28. 1981: «Старі листи»
29. 1981: «Танкодром»
30. 1982: «Шпаки» (прокурор)
31. 1982: «Ніжність до ревучого звіра» (представник міністерства Володимир Іванович)
32. 1983: «Довге відлуння» (по твору Анатолія Михайленка)
33. 1992: «Про безтямне кохання, снайпера та космонавта»

## Серед театральних робіт
- Давид Васильєв «Давним-давно» Олександра Гладкова, 1955,
- Солоний — «Три сестри» Антона Чехова, 1955,
- «Дерева помирають стоячи» Алехандро Касони, 1956,
- Беркут — «Гроші» Анатолія Софронова, 1956,
- Джонатан — «У пущі» Лесі Українки, 1957,
- Ружевський — «Соло на флейті» Івана Микитенка, 1959,
- Серебряков — «Дядя Ваня» Чехова, 1960,
- Орел — «Нас десь чекають» Олексія Арбузова, 1963,
- Лагунов — «Іду на грозу» Данила Граніна, 1963,
- Кліщ — «На дні» Максима Горького, 1963,
- Микола Жученко — «Київський зошит» Вадима Собка, 1963,
- Трохим — «Шануй батька свого» Віктора Лаврентьєва, 1964,
- Альба — «Дон Карлос» Фрідріха Шиллера, 1965,
- Коваленко — «Далекі вікна» Вадима Собка, 1967,
- Олександр Машков — «Традиційний збір» Віктора Розова, 1967,
- Лихобор — «Друге побачення» Собка, 1972,
- Доктор Макаров — «Варвари» Максима Горького, 1974,
- Прохор — «Генерал Ватутін», Любомира Дмитерка, 1974,
- Розкудланий чоловік — «Вечірнє світло» Арбузова, 1975,
- Шабельський — «Іванов» Антона Чехова, 1976,
- Доктор Бергман — «Надіятися» Юрія Щербака, 1979,
- Дід — «Не був, не входив, участі не брав» Юрія Макарова, 1982,
- Доролнов — «Пізнє кохання» Олександра Островського — 1982,
- Веллер Мартін — «Гра в джин» Дональда Кобурна, 1984,
- Корній Яковлєв — «Я прийшов дати вам волю» Василя Шукшина, 1984,
- Кукін — «Жанна» Олександра Галіна, 1989,
- Отець Віссаріон — «Савва» Леоніда Андреєва, 1990.

## Нагороди
- «За оборону Сталінграда» — 1942,
- «За перемогу над Німеччиною» — 1945,
- «За доблесну працю» — 1965,
- орден «Знак Пошани» — 1967 та 26 мелали СРСР,
- Народний артист Української РСР — 1976

## Родина
Дружина — Предаєвич Віра Леонідівна (1928—2003). Українська актриса театру і кіно. Народна артистка України (1996).
Син — Ануров Олександр Олександрович (1964—2015). Актор театру і кіно. Театральний режисер.